# Мартынюк, Владимир Иванович
Владимир Иванович Мартынюк (1924, Великий Правутин, Волынская губерния — не ранее 1985, Калуш, Ивано-Франковская область) — советский хозяйственный деятель, Герой Социалистического Труда (1971).

## Биография
Родился в 1924 году в селе Великий Правутин.
Участник Великой Отечественной войны: стрелок 4-й стрелковой роты 396-го стрелкового полка 135-й стрелковой дивизии.
Член КПСС с 1950 года.
В 1948—1979 годах — строитель-монтажник, бригадир монтажников треста «Химметаллургстрой» Министерства промышленного строительства СССР в городе Калуше Ивано-Франковской области Украинской ССР.
Участвовал с бригадой в сооружении Лисичанского, Раздольского и Калушского химических комбинатов.
Указом Президиума Верховного Совета СССР от 5 апреля 1971 года присвоено звание Героя Социалистического Труда с вручением ордена Ленина и золотой медали «Серп и Молот».
С 1979 года — персональный пенсионер союзного значения.
Умер после 1985 года в городе Калуше.

## Награды
- Герой Социалистического Труда (05.04.1971);
- Орден Ленина (дважды, в том числе 05.04.1971);
- Орден Октябрьской Революции;
- Орден Отечественной войны II степени (06.04.1985);
- Орден Трудового Красного Знамени;
- Заслуженный строитель Украинской ССР.